# 曾超群 (1975年)
曾超群（1975年9月—），男，湖南邵東人，中華人民共和國政治人物，1997年9月參加工作，1998年12月加入中國共產黨，管理學博士。現任中共婁底市委書記，娄底市人民政府黨組書記、市長。

## 生平

### 早年
曾超群1993年9月考入北京大学经济学院，就讀國際經濟專業。畢業後于長沙市委辦公廳工作，直至2001年10月。2001年10月轉至湖南省委辦公廳，期間于中央党校研究生院在職研究生班政治經濟專業學習。

### 地方政界
2008年10月，曾超群开始步入地方政界，擔任中共長沙縣委副書記，期間于湖南农业大学農業經濟管理專業博士研究生學習，2011年5月獲管理員博士學位。2011年5月擔任長沙市天心區委副書記、區人民政府代理區長，2011年12月正式擔任，2013年3月升任區委書記。2016年6月轉任長沙縣委書記，2016年12月起直至2019年1月兼任長沙經濟技術開發區黨工委書記。
2019年1月擔任中共張家界市委常委，入選市张家界市人民政府副市長提名人選。2019年2月成功入選，擔任市政府常務副市長，黨組副書記。
2021年4月履新婁底市，擔任中共婁底市委副書記、娄底市人民政府副市長、代理市長。2022年1月正任市長。2025年4月，升任中共婁底市委書記。

## 外部鏈接
- 個人簡歷 （页面存档备份，存于）

| 中国共产党职务         | 中国共产党职务                                            | 中国共产党职务 |
| ---------------------- | --------------------------------------------------------- | -------------- |
| 前任： 邹文辉          | 中国共产党娄底市委员会书记 2025年4月-                     | 現任           |
| 前任： 楊懿文          | 中国共产党长沙县委员会书记 2016年6月-2019年1月            | 繼任： 沈裕謀  |
| 前任： 陳獻春          | 中国共产党长沙市天心区委员会书记 2013年3月-2016年6月      | 繼任： 朱東鐵  |
| 中華人民共和國政府职务 |                                                           |                |
| 前任： 楊懿文          | 婁底市人民政府市长 2021月4月- （2021年4月-2022年1月代理） | 現任           |